# Trust mozgova
Trust mozgova (iz engl. think tank) je oblik neprofitne organizacije čiji se članovi bave istraživačkim radom, obrazovnim radom o određenoj politici ili raznim pitanjima.
Organiziranjem okruglih stolova, izdavačkim i publikacijskim djelovanjem think-tank pokušava biti i stvaratelj novih ideja i političkih razvitaka. 
Skupinim djelovanjem ekonomista, sociologa, (bivših) političara, ili poduzetnika djelovanjem kroz think tank zajedno rade na razvoju i promicanju političke, društvene i gospodarske politike i strategije za razvoj te odgovarajuće javne rasprave.

## Poznati think tank-ovi
- Albanian Liberal Institute
- American Enterprise Institute
- Aspen-Institut
- Atlas Institutes
- Brookings Institution
- BRUEGEL
- Cato Institute
- Centre for Independent Studies
- Centre for Policy Studies
- Chatham House
- Club of Budapest
- Club of Rome
- Council on Foreign Relations
- Eudoxa
- European Council on Foreign Relations
- Fabian Society
- Ford Foundation
- Foreign Policy in Focus
- Fraser Institute
- Hayek Foundation
- Heritage Foundation
- Hoover Institution on War, Revolution, and Peace (Stanford, USA)
- Ifo Institut
- Institución Futuro
- Institute for Policy Studies
- Institute of Economic Affairs
- International Institute for Strategic Studies
- International Strategic Studies Association
- Lowy Institute for international policy – Sydney
- Lithuanian Free Market Institute
- Manhattan Society
- Project for the New American Century (PNAC)
- RAND Corporation
- SateNet
- Stockholm Network
- T.I.G.R.A. ThinkTank for International Governance Research Austria
- World Watch
- The Congrès International d'Architecture Moderne (CIAM)
- Third Way (USA)
- Bertelsmann Stiftung
- Avenir Suisse
- Swisspeace
- Denknetz
- GRECE

## Vanjske poveznice
- Think Tanks World-information.org